# Polygonatum adnatum
Polygonatum adnatum är en sparrisväxtart som beskrevs av S.Yun Liang. Polygonatum adnatum ingår i släktet ramsar, och familjen sparrisväxter. Inga underarter finns listade i Catalogue of Life.